# جينيفر تايلور
جينيفر تايلور (16 أغسطس 1980 في المملكة المتحدة - )  (بالإنجليزية: Jennifer Taylor)‏ هي لاعبة كرة طائرة المملكة المتحدة في مركز ممرر ‏. شاركت في الألعاب الأولمبية الصيفية 2012.

## وصلات خارجية
- جينيفر تايلور على موقع أوليمبيديا (الإنجليزية)
- جينيفر تايلور على موقع اللجنة الأولمبية البريطانية (الإنجليزية)